# Darjeeling-Banane
Die Darjeeling-Banane (Musa sikkimensis) ist eine Pflanzenart aus der Gattung Bananen (Musa) innerhalb der Familie der Bananengewächse (Musaceae). Sie ist im nordöstlichen Indien, Nepal, Sikkim, Bhutan und Bangladesch heimisch.

## Beschreibung

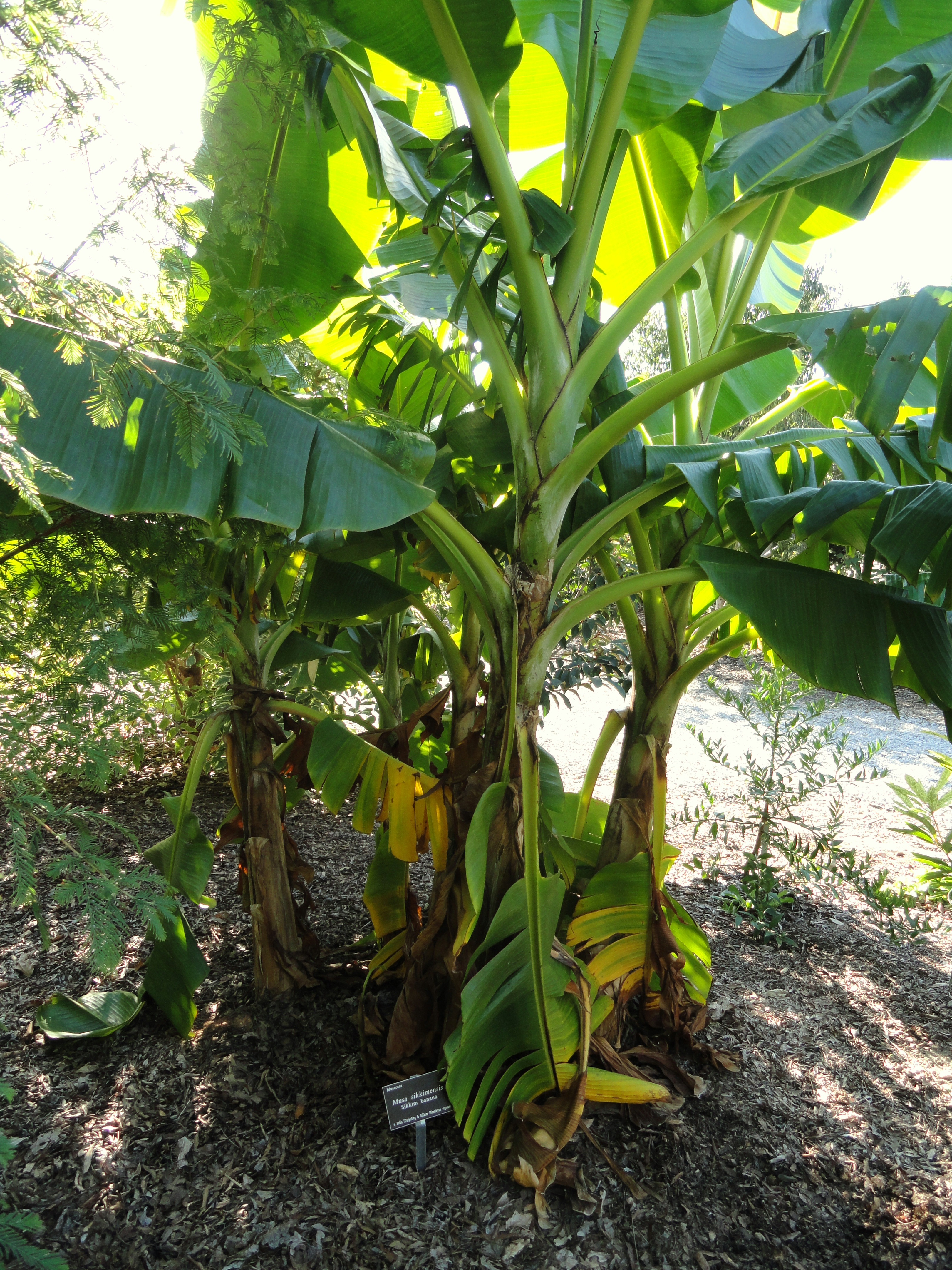
Habitus und gestielte Laubblätter

### Erscheinungsbild und Blatt
Die Darjeeling-Banane wächst als immergrüne, ausdauernde krautige Pflanze und erreicht Wuchshöhen von etwa 4 Meter. Unterirdisch besitzt sie ein Rhizom, aus dem Ausläufer treiben. Die eigentliche Sprossachse bleibt sehr kurz. Aus den Blattscheiden wird ein nicht verholzender, robuster, rötlich überlaufener, 1 bis 1,5 Meter hoher Scheinstamm gebildet. Der Durchmesser des Scheinstamms an seiner Basis beträgt 35 bis 40 Zentimeter.
Die gelblich-grünen Laubblätter bestehen aus Blattscheide, Blattstiel und Blattspreite. Die Blattscheiden sind schwärzlich gezeichnet und haben nur anfangs eine deutlich erkennbare Wachsschicht. Die etwa 65 Zentimeter langen Blattstiele sind offen, gefurcht mit aufrechten und schmal-zurückgebogenen, schwärzlich-trockenhäutigen Rändern; diese Stielränder bilden eine schwarze Linie im unteren Bereich im Vergleich zur Farbe des Pseudostammes. Die einfachen, ausgebreiteten Blattspreiten sind bei einer Länge von 1,8 bis 2,1 Meter und einer Breite von etwa 0,6 Meter länglich-lanzettlich mit gerundeter oder etwas herzförmiger Spreitenbasis. Die auf beiden Seiten glänzend Spreiten sind meist anfangs purpurfarben, später manchmal noch auf der Unterseite purpurfarben, aber sonst gelblich-grün mit rötlichen Mittelrippen.

### Blütenstand und Blüte
Die Darjeeling-Banane ist einhäusig getrenntgeschlechtlich (monözisch), besitzt also eingeschlechtliche Blüten, die zusammen im Blütenstand des einzelnen Pflanzenexemplares sitzen. Der robuste Blütenstandsschaft ist 4 bis 5 Zentimeter lang und flaumig behaart. Der endständige Blütenstand hängt über. Die zahlreichen, nach einer Weile einzeln abfallenden Tragblätter sind nicht oder kaum zurückgekrümmt, gerippt, breit-eiförmig mit stumpfem oberen Ende, auf beiden Flächen tief purpurfarben bis karminrot und auf der Oberseite bemehlt. Über jedem Tragblatt befinden sich mehrere Blüten in zwei Reihen. An der Basis des Blütenstands sind die Blüten weiblich und zum oberen Ende des Blütenstandes hin befinden sich männliche Blüten. Ein bis zwei männliche Tragblätter öffnen sich gleichzeitig und enthalten etwa 14 Blüten.
Die eingeschlechtigen Blüten sind zygomorph und dreizählig. Fünf der sechs Blütenhüllblätter sind zu einer Röhre verwachsen, die an einer Seite bis zum Grund aufreißt. Die verwachsenen Blütenhüllblätter sind etwa 3,5 Zentimeter lang sowie cremefarben-orange. Das freie Blütenhüllblatt ist 1,6 Zentimeter lang sowie durchscheinend mit winzig gezähnten oberen Ende. In den männlichen Blüten befinden sich fünf Staubblätter, die etwa gleich lang wie die verwachsenen Blütenhüllblätter sind. Die Staubbeutel sind meist weiß. Die weiblichen Blüten besitzen reduzierte Staubblätter. Der im unteren Bereich weiße und im oberen Bereich cremefarbene Griffel verschmälert sich in die schmal-verlängerte Narbe.

### Fruchtstand, Frucht und Samen
Der Fruchtstand der Bananen wird als „Büschel“ bezeichnet. Das Büschel ist schief und besteht bei dieser Art aus etwa vier sogenannten „Händen“, die jeweils in lockerem Abstand etwa sieben bis neun Früchte in zwei Reihen enthalten. Der abstehende, bei einem Durchmesser von 1 bis 2 Zentimeter massive Fruchtstiel ist etwa 2 Zentimeter lang.
Die Bananenfrucht, aus botanischer Sicht eine Beere, ist bei dieser Art 11 bis 15 Zentimeter lang und etwa 4 Zentimeter dick. Sie ist am oberen Ende gerundet, verschmälert sich abrupt zum Fruchtstiel hin und ist in reifem Zustand kantig. Die etwa 5 Millimeter dicke Fruchtschale ist anfangs grün und verfärbt sich bei der Reife braun. Die Frucht enthält in verhältnismäßig wenig, schmutzig weißer oder hell bräunlich-rosafarbener Fruchtpülpe zahlreiche Samen. Die harten, schwarzen, glatten Samen sind bei einer Länge von 6 bis 10,5 Millimeter sowie einem Durchmesser von 5 bis 6 Millimeter verhältnismäßig groß und scharfkantig. Das napfförmige Hilum ist etwa 2 × 1 Millimeter groß.
Die Blütezeit und die Bildung der Früchte erfolgt in den Heimatgebieten zwischen Oktober und April.

### Chromosomensatz
Die Chromosomengrundzahl beträgt x = 11, es liegt Diploidie vor, also eine Chromosomenzahl von 2n = 22.

## Vorkommen
Musa sikkimensis kommt auf dem Indischen Subkontinent im nordöstlichen Indien (Darjeeling sowie Westbengalen) und den angrenzenden Ländern Sikkim, Bhutan, Nepal, Bangladesch und Myanmar. Dort kommt sie in den Ausläufern des Himalaya auf bis zu 2000 Metern Meereshöhe vor.

## Systematik
Die Erstbeschreibung von Musa sikkimensis erfolgte 1878 durch Sulpiz Kurz in Journal of the Agricultural and Horticultural Society of India, n.s., Volume 5, S. 164. Synonyme von Musa sikkimensis Kurz sind: Musa ×sapientum f. hookeri King ex Baker, Musa ×paradisiaca var. hookeri (King ex Baker) K.Schum.,Musa hookeri (King ex Baker) A.M.Cowan & Cowan.
Musa sikkimensis gehört zur Sektion Musa aus der Gattung Musa.
Man kann zwei Varietäten unterscheiden:
- Musa sikkimensis var. sikkimensis: Sie kommt von Sikkim bis ins nördliche Myanmar vor.[5]
- Musa sikkimensis var. simmondsii A.Joe & M.Sabu: Sie kommt in Assam vor.[5]

## Nutzung
Musa sikkimensis blüht auch in Mitteleuropa im Freiland, aber nur selten, nach milden Wintern und ausreichend Frostschutz nach etwa 3 bis 4 Jahren. Früchte bildet Musa sikkimensis auch in Mitteleuropa aus, aber sie reifen wegen des zu kurzen Sommers nicht mehr aus und bleiben so ungenießbar. Die Frucht enthält zahlreiche schwarze Samen, die sehr hart sind und nicht mitgegessen werden können. Sie ist mit der Japanischen Faser-Banane die frosthärteste Bananenpflanze, die es gibt. Die Laubblätter erfrieren bei etwa −3 °C, der Scheinstamm bei etwa −5 °C und das Rhizom (Wurzelknollen) hält bis −15 °C aus.
Es gibt einige Auslesen. Die bekannteste Sorte ist 'Red Tiger', weitere Sorten sind 'Red Flash’ und 'Manipur'. Sie besitzen eine ausgeprägtere rötliche Färbung der Laub- und Tragblätter.